# Бронзовые монеты
Уже с древних времен бронза была в употреблении в монетном деле. Почти вся так называемая «медная монета» античного мира на самом деле — бронзовая.
По своему составу эта монетная бронза различается: греческая — 84 % меди и 16 % олова; римская — 79 % меди, 5 % олова и 16 % свинца или 63 % меди, 8 % олова и 29 % свинца. С возрастанием римского влияния свинец проникает и в греческую бронзу, но в меньшей пропорции. С упадком классического искусства монета из бронзы вышла из употребления. Она появляется вновь лишь в середине XIX века, но уже следующего состава: 95 % меди, 4 % олова и 1 % свинца или 96 % меди и 4 % олова.
В 1852 года бронзовая монета введена во Франции, в 1860 году — в Англии и в 1861 году — в Италии. В этом же году торговый дом Эрлангера, во Франкфурте-на-Майне, чеканивший итальянскую бронзовую монету, подал министру финансов Княжевичу проект о введении таковой же монеты и в России. Эрлангер предложил чеканить вместо медной монеты бронзовую, из сплава 96 % меди и 4 % олова, весом по 4 грамма на копейку (по расчёту метрической системы: 1 грамм = 1 сантиму; 1 коп. = 4 сантима). Но проект был фактически реализован только в 1926 году. С 1865 году в бронзовой монете вместо свинца употребляется цинк. Во второй половине XIX столетия бронзовая монета имеет следующий состав: 95 % меди, 4 % олова и 1 % цинка — в государствах Латинского союза; 90 % меди и по 5 % цинка и олова — в государствах Скандинавского союза, Великобритании, США и Японии. В США часть бронзовой монеты имела небольшую примесь алюминия, а в Японии в 1835 году отлита бронзовая монета, имевшая около 1 % железа (чугуна).
В бронзе стали чеканиться самые мелкие номиналы в государствах, возникших после Первой мировой войны: в Польше монеты номиналом в 1, 2 и 5 грошей, в Чехословакии — 5 и 10 геллеров, в Венгрии — 1 и 2 филлеров, в Литве — 1 и 2 цента, в Латвии — 1, 2 и 5 сантимов, в Эстонии — 1, 2 и 5 сентов.
Достоинства бронзовой монеты:
- твердость;
- легковесность;
- красота;
- невыгодна для вывоза за границу, вследствие её невысокой цены.

Однако при частом употреблении монета скоро портится, на поверхности её образуются слои, и она начинает издавать запах меди и пачкать руки. Поэтому некоторые государства (Швейцария, Бельгия, Германия, США, Бразилия и Перу) решили отказаться от бронзовой монеты и перейти к чеканке никелевой. В 1914—1921 годах во Франции часть номиналов бронзовых монет были заменены медно-никелевыми, а после деноминации 1960 года — стальными. В 1940 году в Германии вместо бронзовых монет стали чеканить цинковые, а после Второй мировой войны, в 1948 году, в западных землях Германии стали чеканить стальные монеты, покрытые бронзой, а в восточных — алюминиевые монеты, в Австрии — цинковые и алюминиевые. В 2002 году, после перехода на евро, монеты ФРГ были заменены стальными монетами, покрытыми медью (монеты ГДР изъяты из обращения в 1990 году).
В СССР в 1961 году вместо монет из алюминиевой бронзы, чеканившихся с 1926 года, начат выпуск медно-цинковых монет, заменённых в 1998 году стальными монетами, покрытыми мельхиором. Также в большинстве стран Южной и Восточной Европы после Второй мировой войны бронзовые монеты были заменены алюминиевыми, в Болгарии и Югославии — латунными, в Румынии — медно-никелево-цинковыми (с 1970 года — также алюминиевыми), в странах Скандинавии бронзовые монеты исчезали по мере прекращения чеканки мелких номиналом из-за девальвации скандинавских крон. Чеканка бронзовых монет продолжалась в Нидерландах до перехода на евро, в Великобритании до конца XX века, в Швейцарии — до начала XXI века и демонетизации самых мелких номиналов.